# Ok (vulkaan)
De Ok is een 1198 meter hoge schildvulkaan op IJsland. De Ok ligt ongeveer 10 kilometer ten noordwesten van de gletsjer Þórisjökull, die vlak onder de veel grotere Langjökull ligt. Tussen beide gletsjers loopt de Kaldadalsvegur-weg door de Langihryggur-kloof in over de Kaldidalur-hoogvlakte, waar hij op 727 meter zijn hoogste punt bereikt.

## Okjökull
De gelijknamige gletsjer (Ok of Okjökull), die de Ok bedekte, is in 2019 geen stromende gletsjer meer en beslaat nog maar een vierkante kilometer aan verspreide ijsvelden van hoogstens vijftien meter dik. Een eeuw tevoren was het een aaneengesloten vlakte van vijftien km² en was hij tot vijftig meter dik. Wetenschappers en omwonenden hebben een gedenkteken opgericht voor deze eerste van de vierhonderd IJslandse gletsjers die verdwenen is door klimaatverandering. Tot de prominente aanwezigen bij de onthulling behoorden de IJslandse premier Katrín Jakobsdóttir en minister van milieu Guðmundur Ingi Guðbrandsson en de vroegere Ierse president Mary Robinson. Ook de schrijver Andri Snaer Magnason, die de tekst voor de plaquette gemaakt had, was present. De tekst is in het IJslands en het Engels. Vertaald in het Nederlands luidt deze:
Brief aan de toekomst
Ok is de eerste IJslandse gletsjer die zijn status als gletsjer heeft verloren.
De verwachting is dat de komende 200 jaar al onze gletsjers zullen volgen.
Dit monument is een erkenning van het feit dat we weten wat er aan de hand is en dat we weten dat er wat moet gebeuren.
Alleen u weet of we dat ook hebben gedaan.
Augustus 2019
415ppm CO2
De laatste regel verwijst naar het hoge gehalte van het broeikasgas kooldioxide dat in mei 2019 gemeten werd in de aardatmosfeer. Dit was een record voor de laatste 800 000 jaar, langer dan het bestaan van de mensheid.